# Vrijdag de dertiende

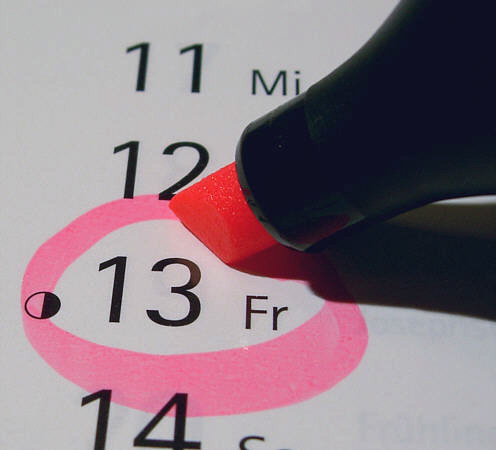
Vrijdag de dertiende op de kalender

Vrijdag de dertiende wordt door veel mensen als een ongeluksdag beschouwd, wegens de combinatie van vrijdag en het ongeluksgetal dertien.
Daarentegen wordt in Griekenland, Spanje en Latijns-Amerikaanse landen dinsdag de dertiende als ongeluksdag gezien. In Italië is vrijdag de zeventiende juist weer de ongeluksdag.

## Oorsprongsverklaringen
Er is een reeks speculatieve verklaringen voor vrijdag de dertiende als ongeluksdag, maar deze berusten gewoonlijk op interpretatie achteraf.
De oudste gebeurtenis die in de joods-christelijke traditie naar onheil op vrijdag de dertiende zou verwijzen is de tiende plaag van Egypte. Het allereerste Pascha was gepland op een sjabbat, zaterdag de 14e Nisan. Die sabbat begint echter op vrijdagmiddag 18.00 uur en omvat in de westerse tijdsopvatting de nacht van vrijdag de 13e. In de joodse tijdsopvatting eindigde de dag echter met de avond, zodat de vrijdag er niets mee te maken had. Volgens het Bijbelboek Exodus stierven in die nacht alle eerstgeborenen van mens en dier.
Een andere verklaring is dat vrijdag de dag is waarop Jezus werd gekruisigd. Als die dag dan ook nog samenvalt met het ongeluksgetal 13, moet deze dag volgens het volksgeloof extra ongeluk veroorzaken. De vrijdagen kunnen ook een kwade naam gekregen hebben omdat de Romeinen op die dag doodvonnissen voltrokken. Ook in Engeland werd de doodstraf op een vrijdag voltrokken. Dat 'dertien' een negatieve klank had in de christelijke wereld is sinds de zeventiende eeuw mogelijk terug te brengen tot het Laatste Avondmaal van Christus, waar dertien personen aanzaten. Wat volgde was het verraad door het vertrek van een dertiende persoon (Judas) en daarna de kruisiging van Christus. In het christendom is twaalf sowieso het getal van de perfectie, denk aan de twaalf stammen van Israël, de twaalf discipelen en 144.000 uitverkorenen (12×12). Twaalf plus één betekent dan: imperfectie of ongeluk.
Een andere mogelijke verklaring is dat op vrijdag de dertiende oktober 1307 in Frankrijk alle Tempeliers op bevel van Philips de Schone werden gearresteerd, op grond van valse beschuldigingen. Dit was de opmaat voor de uiteindelijke vernietiging van de Orde van de Arme Ridders van Christus en de Tempel van Salomo, beter bekend als de Tempeliers. Sindsdien is men vrijdag de dertiende blijven zien als ongeluksdag.
Er wordt ook wel gesteld dat vrijdag de dertiende is afgeleid van een Noorse sage. Twaalf goden hielden een diner in Walhalla (de hemel), waarop plotseling de  kwaadaardige god Loki, de god van chaos en leugens, onuitgenodigd binnenkwam en Baldr, de god van de vreugde, doodschoot, waardoor de aarde in rouw gedompeld werd.
Marianne Williamson stelt in het boek A Woman's Worth (In vrouwelijkheid) dat vrijdag de dertiende zou afstammen van de dag dat de heksen bij elkaar kwamen voor gebed en heelwording en dat het patriarchaat onder leiding van de kerk deze ontmoetingsdagen zwart heeft gemaakt.

### Nathaniel Lachenmeyer
De Amerikaanse journalist Nathaniel Lachenmeyer wijst deze oorsprongsverklaringen in het algemeen af in zijn boek 13. Volgens hem wordt het getal pas in de zeventiende eeuw als ongeluksgetal genoemd. De koppeling met de vrijdag is van veel later. Zo werd in een Nederlandse krant – de Leeuwarder Courant – pas voor het eerst op 3 april 1896 melding gemaakt van 'vrijdag de dertiende'. De aandacht voor de specifieke datum kwam overgewaaid uit de VS.
Een ander bijgeloof rond 13, dat dertien personen aan een tafel ongeluk brengt,  werd in 1881 op de hak genomen door een Amerikaanse officier besluit dan om elke dertiende van de maand een diner van dertien gangen te geven voor dertien personen: de "Thirteen Club". De eerste bijeenkomst was op een vrijdag. Volgens Lachenmeyer is het bijgeloof rond 13 geëvolueerd met de samenleving en heeft 'vrijdag de dertiende' de 'dertien aan een tafel' verdrongen. Deze variant werd pas breed bekend nadat in 1907 de roman Friday, the Thirteenth van Thomas Lawson verscheen. Voor Lachenmeyer is de wereldwijde bekendheid van 13 als ongeluksgetal een gevolg van Amerikaans cultuurimperialisme.

## Angst
De term paraskevidekatriafobie is bedacht door de Amerikaanse therapeut en historicus Donald E. Dossey (1934), die zich gespecialiseerd heeft in het behandelen van mensen die kampten met irrationele angsten. De term is een samenstelling van de Griekse woorden voor vrijdag de dertiende: paraskevi (vrijdag), deka (10) en tris (3). 

## Gevolgen
Dit bijgeloof van miljoenen mensen heeft invloed op de economie: in de Verenigde Staten verzuimen opvallend veel mensen hun werk en worden zakelijke transacties uitgesteld. Onder de vele verhalen over dit bijgeloof wordt ook gezegd dat de meeste vliegtuigen geen 13e rij zouden hebben, dat gebouwen geen 13e verdieping zouden hebben, althans niet bij nummering in de liften, en dat er in ziekenhuizen geen operatiekamers met het nummer 13 te vinden zijn. In Nederland klopt het niet, dat vrijdag de dertiende meer ongelukken brengt. Integendeel: er komen op vrijdag de dertiende juist minder ongevalsmeldingen binnen dan op andere dagen bij de verzekeraars, volgens het Centrum voor Verzekeringsstatistiek. Dit zou veroorzaakt kunnen worden doordat mensen op die dag extra voorzichtig zijn, of zelfs thuisblijven. In de psychologie wordt ook gesproken over triskaidekaphobia en paraskevidekatriafobie: de angst voor vrijdag de dertiende. In de zwaarste gevallen van deze irrationele angst durven mensen op die dag hun huis niet uit te komen.

## Voorkomen
- Vrijdag de dertiende op maand gesorteerd:
  - januari 2006, 2012, 2017, 2023
  - februari 2004, 2009, 2015, 2026
  - maart 2009, 2015, 2020, 2026
  - april 2001, 2007, 2012, 2018
  - mei 2005, 2011, 2016, 2022
  - juni 2003, 2008, 2014, 2025
  - juli 2001, 2007, 2012, 2018
  - augustus 2004, 2010, 2021, 2027
  - september 2002, 2013, 2019, 2024
  - oktober 2000, 2006, 2017, 2023
  - november 2009, 2015, 2020, 2026
  - december 2002, 2013, 2019, 2024
- Vrijdag de dertiende op jaar gesorteerd:
  - 2000 oktober
  - 2001, 2007, 2018 april, juli
  - 2002, 2013, 2019, 2024 september, december
  - 2003, 2008, 2014, 2025 juni
  - 2004 februari, augustus
  - 2005, 2011, 2016, 2022 mei
  - 2006, 2017, 2023 januari, oktober
  - 2009, 2015, 2026 februari, maart, november
  - 2010, 2021, 2027 augustus
  - 2012 januari, april, juli
  - 2020 maart, november

De volgende tabel laat wat beter zien wanneer in de jaren van 2001 t/m 2028 de dertiende op een vrijdag valt. Dit herhaalt om de 28 jaar tussen 1901 en 2099.
| 2001 | 2007 |      | 2018 |      | april, juli               |
| 2002 |      | 2013 | 2019 | 2024 | september, december       |
| 2003 | 2008 | 2014 |      | 2025 | juni                      |
|      |      |      | 2020 |      | maart, november           |
|      | 2009 | 2015 |      | 2026 | februari, maart, november |
| 2004 |      |      |      |      | februari, augustus        |
|      | 2010 |      | 2021 | 2027 | augustus                  |
| 2005 | 2011 | 2016 | 2022 |      | mei                       |
|      |      |      |      | 2028 | oktober                   |
| 2006 |      | 2017 | 2023 |      | januari, oktober          |
|      | 2012 |      |      |      | januari, april, juli      |

Iedere maand die begint met een zondag heeft een vrijdag de dertiende. In elk niet-schrikkeljaar waarin 13 februari een vrijdag is, is ook 13 maart een vrijdag. In elk schrikkeljaar met 13 januari op vrijdag, valt ook 13 april op vrijdag. In elk jaar waarin 13 april een vrijdag is, is ook 13 juli een vrijdag, 13 weken later; ditzelfde geldt voor 13 september en 13 december.
Doordat de gregoriaanse kalender een 400-jarige cyclus heeft met een geheel aantal weken, is het niet mogelijk dat precies 1 op de 7 maanden een vrijdag de dertiende heeft: een 400-jarige cyclus bestaat uit 4800 maanden, wat niet deelbaar is door 7. De dertiende is zelfs vaker een vrijdag dan welke andere dag van de week ook. De verdeling van de weekdagen voor de dertiende van een maand is als volgt voor een willekeurig gekozen stuk. In elk deel van 28 jaar komt net even vaak een vrijdag de dertiende voor (elke 28 jaar bevat 28×12 = 336 maanden, waarvan 48 = 336/7 met een vrijdag de dertiende).
|           | 28 jaar | 400 jaar vb1 | 400 jaar vb 2 | % vb 2 |
| maandag   | 48      | 687          | 685           | 14,27% |
| dinsdag   | 48      | 685          | 685           | 14,27% |
| woensdag  | 48      | 685          | 687           | 14,31% |
| donderdag | 48      | 687          | 684           | 14,25% |
| vrijdag   | 48      | 684          | 688           | 14,34% |
| zaterdag  | 48      | 688          | 684           | 14,25% |
| zondag    | 48      | 684          | 687           | 14.31% |

## In de patafysische kalender
De literaire patafysische kalender heeft iedere maand een vrijdag de dertiende.

## Verwijzingen
- Vrijdag de dertiende wordt door Kinderen voor Kinderen bezongen in het liedje Lariekoek en apekool, afkomstig van het dertiende album. Ook de tv-uitzending van dit album stond in het teken van vrijdag de dertiende.
- De Donald Duck die rond vrijdag de dertiende wordt uitgegeven staat vaak in het teken van deze dag, veel verhalen in deze Donald Duck gaan over geluk en ongeluk.